# Куртусы
Куртусы (лат. Kurtus) — род  морских лучепёрых рыб из отряда куртообразных (Kurtiformes), единственный в семействе куртовых или куртусовых (Kurtidae).

## Описание
Тело удлинённое, сжато с боков, покрыто мелкой циклоидной чешуёй. Крышечные кости очень тонкие. На углу предкрышки расположены 4 шипа. Рот большой, с ворсинковидными зубами на обеих челюстях. Передняя часть спины приподнята и образует горб. Спинной плавник один с редуцированной колючей частью. В длинном анальном плавнике 2 колючих луча, а количество мягких лучей является одним из признаков для идентификации видов. Хвостовой плавник с глубокой выемкой. Боковая линия короткая и рудиментарная. Наиболее характерной чертой представителей рода является наличие у зрелых самцов затылочного крючка, направленного вперёд и вниз, который по форме образует почти замкнутое кольцо. У самок крючок отсутствует. Расширенные ребра полностью охватывают заднюю часть плавательного пузыря и частично — переднюю.
Максимальная длина тела у представителей Kurtus gulliveri — 63 см, а у Kurtus indicus — 12,6 см.

## Классификация и распространение
В составе рода выделяют два вида
- Kurtus gulliveri Castelnau, 1878 — Гулливеров куртус. Реки и эстуарии севера Австралии и юга Новой Гвинеи
- Kurtus indicus Bloch, 1786 — Индийский куртус[1]. Распространены в прибрежных водах от восточной Индии до Малайского архипелага и Китая.